# Раббернекинг
:Эта статья о поведении человека. О музыкальном альбоме (1994) группы Toadies см. Rubberneck.
Раббернекинг (англ. Rubbernecking от rubber — резина и neck — шея, т. е. досл. «Резиновая шея») — явление, при котором группа людей пялится, глазеет на какое-либо происшествие, попавшее в их поле зрения. Тесно связано с таким понятием как «болезненное любопытство».

## Этимология и история

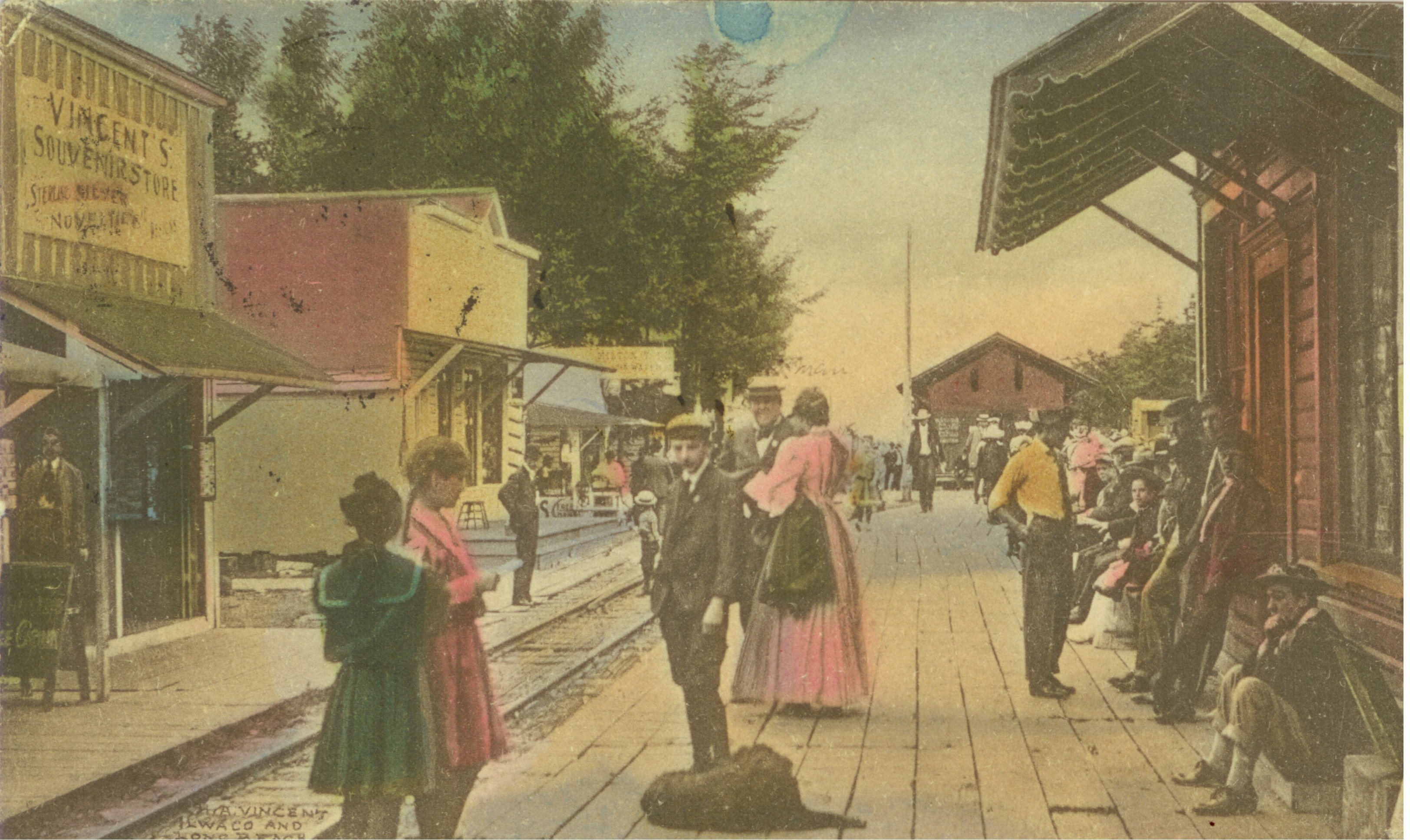
Раббернек-Роу в Лонг-Бич (Вашингтон) (штат Вашингтон, США), ок. 1909 года.

Английское сленговое слово. Название «резиновая шея» дано, так как подмечено, что люди, глазеющие на какое-либо происшествие, рефлекторно вытягивают и изгибают свою шею, чтобы получить наилучшую точку обзора.
Впервые этот термин начали употреблять в США в 1890-х годах по отношению к туристам, которые, попав в эту страну, с огромным любопытством разглядывали её достопримечательности и жителей. Известно, что в 1909 году так называли туристические повозки, автомобили и автобусы, курсирующие по крупным городам США, в особенности через их Китайские кварталы. Такие экскурсии часто сопровождались гидом, вооружённым мегафоном, который, указывая на местные достопримечательности, постоянно говорил туристам «посмотреть налево-направо-вперёд».
В 1917 году известный американский художник Джон Слоун создал офорт под названием «Вижу Нью-Йорк», на котором любопытные туристы были изображены в виде гусей с длинными шеями.
С появлением телефонной связи, работающей в формате party line, «раббернекерами» стали называть абонентов, подслушивающих чужие разговоры.
Раббернекинг одним из пунктов описывается в книге 2004 года «100 самых опасных вещей в повседневной жизни, и что вы можете с этим поделать».

## Раббернекинг и водители

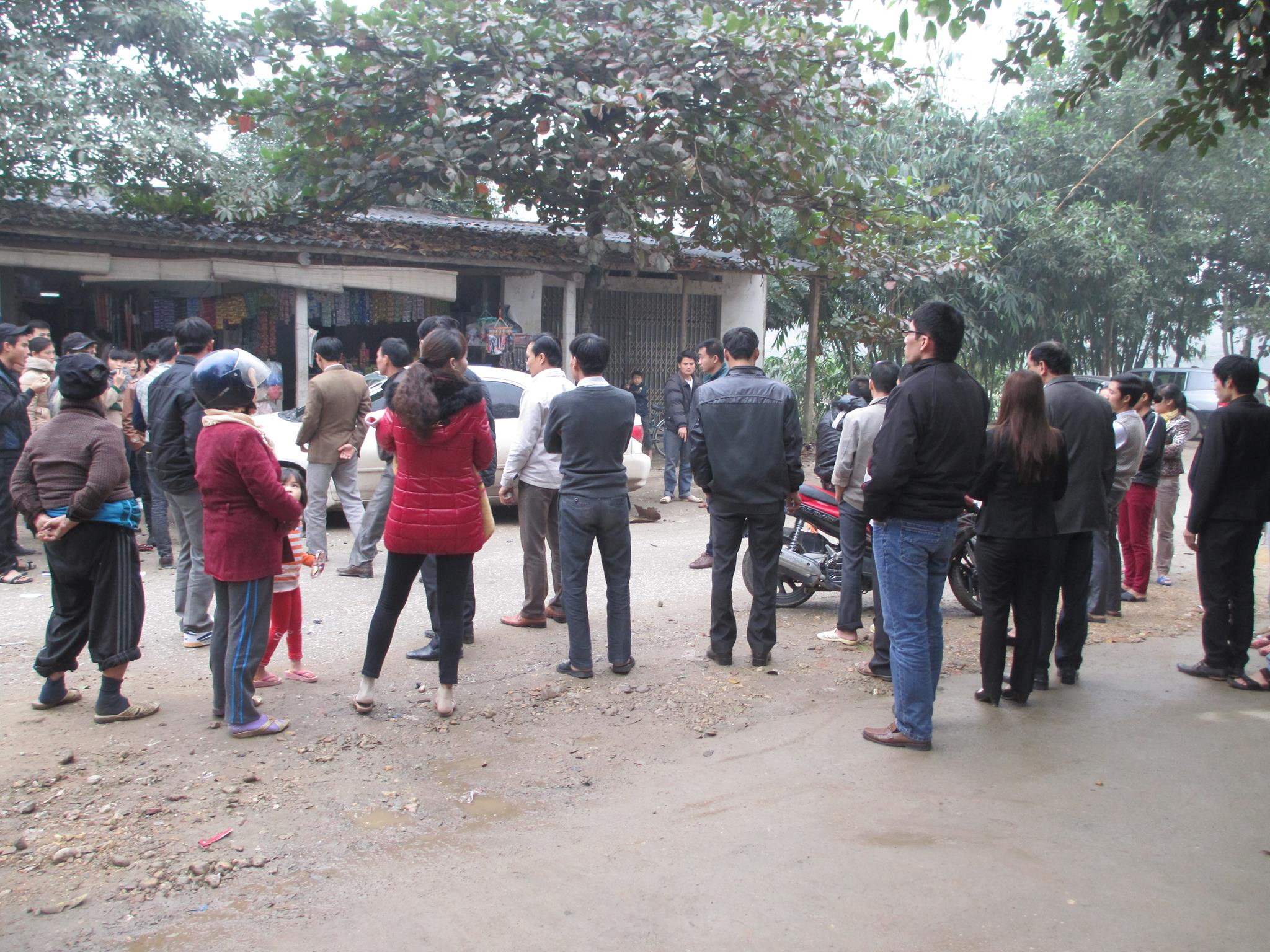
Любопытные разглядывают небольшую аварию. Вьетнам, 2013 год.

См. также статьи Рассеянное вождение, Опасное вождение и Контраварийная подготовка, а также категорию «Безопасное вождение»
В среде автолюбителей слово «раббернекинг» имеет негативный оттенок. Автомобилисты, увидевшие дорожно-транспортное происшествие или его последствия, сильно снижают скорость. В целом, это правильно, так как напрямую связано с безопасностью дорожного движения, однако многие водители, уже убедившиеся в своей безопасности и не собирающиеся останавливаться, продолжают двигаться с очень низкой скоростью, пытаясь как можно лучше рассмотреть случившееся, при этом они надолго поворачивают голову влево или вправо, отвлекаясь от дороги. Это создаёт заторы или даже мелкие аварии в тех случаях, когда к ним нет объективных предпосылок.
Раббернекинг на автодорогах исследуется в Нидерландах, США и Великобритании (на магистралях M1, M6 и M25). Одним из решений этой проблемы стали пластиковые перегородки длиной до 75 метров, которые должны устанавливаться вокруг места ДТП, чтобы не отвлекать других водителей и не замедлять скорость потока. В конце 2012 года государственная британская компания Highways England закупила более 3000 таких экранов на сумму около 2,3 миллиона фунтов стерлингов.